# Gilles Schlesser
 (juillet 2025).
Si vous disposez d'ouvrages ou d'articles de référence ou si vous connaissez des sites web de qualité traitant du thème abordé ici, merci de compléter l'article en donnant les références utiles à sa vérifiabilité et en les liant à la section « Notes et références ».
Pour les articles homonymes, voir Schlesser.

Gilles Schlesser, né le 10 janvier 1944, est un écrivain français. Il est le fils d'André Schlesser, un des fondateurs du Cabaret L'Écluse, père de Cyril Schlesser et de Thomas Schlesser, historien de l'art et écrivain. Après une carrière de publicitaire, il se consacre à l'écriture, fiction et ouvrages sur Paris.

## Ouvrages parus
- La Natchave, Éditions Denoël, Crime-club n° 284 (1970)
- Trois bulles d'éternité, Presses de la Renaissance, coll. « La compagnie des mots » (1991)  (ISBN 2-85616-601-6)
- Abracada pub : contes et légendes de la publicité, Institute (1991)  (ISBN 2-907904-03-5), réédition Éditions L'Harmattan, coll. « Écritures » (2002)  (ISBN 2-7475-3550-9)
- Le Cabaret "rive gauche" : de la Rose rouge au Bateau ivre : 1946-1974, (préface de Claude Villers), Éditions de l'Archipel (2006)  (ISBN 978-2-84187-849-9)
- Mouloudji, (biographie), Éditions de l'Archipel (2009)  (ISBN 978-2-8098-0185-9)
- Nuages, Éditions L'Harmattan, coll. « Écritures » (2009)  (ISBN 978-2-296-07961-8)
- Mortelles voyelles, Éditions Parigramme, coll. « Noir 7.5 » (2010)  (ISBN 978-2-84096-673-9), réédition Le Grand Livre du mois (2010)  (ISBN 978-2-286-07468-5), réédition Éditions Points coll. « Roman noir » no P2752  (ISBN 978-2-7578-2669-0)
- La mort n'a pas d'amis, Éditions Parigramme (2013)  (ISBN 978-2-84096-673-9)
- Mortel tabou, Éditions Parigramme (2014)  (ISBN 978-2-84096-875-7)
- Mort d'un académicien sans tête, City éditions (2017)  (ISBN 978-2-8246-1029-0)
- Sale époque, Éditions Parigramme (2015)  (ISBN 978-2-84096-955-6)
- La Liste Héraclès, Éditions Parigramme (2016)  (ISBN 978-2-84096-983-9)
- Un balcon sur le Luxembourg 1942-1958, Éditions Parigramme (2011)  (ISBN 978-2-84096-694-4), réédition Le Grand Livre du mois (2011)  (ISBN 978-2-286-07977-2), réédition Pocket, coll. « Presses-Pocket » no 16331 (2016)  (ISBN 978-2-266-25803-6)
- D'une rive à l’autre 1959-1981, Éditions Parigramme (2011)  (ISBN 978-2-84096-742-2), réédition Le Grand Livre du mois (2011)  (ISBN 978-2-286-08343-4), réédition Pocket, coll. « Presses-Pocket » no 16332 (2016)  (ISBN 978-2-266-25804-3)
- Au rendez-vous de L’Heure bleue 1981-2003, Éditions Parigramme (2012)  (ISBN 978-2-84096-743-9), réédition Le Grand Livre du mois (2012)  (ISBN 978-2-286-09304-4), réédition Pocket, coll. « Presses-Pocket » no 16333 (2016)  (ISBN 978-2-266-25805-0)
- Intégrale Saga parisienne, Éditions Parigramme (2014)  (ISBN 978-2-84096-892-4)
- Saint-Germain-des-Prés : Les lieux de légende, Éditions Parigramme (2014)  (ISBN 978-2-84096-909-9)
- Rose de Paris, (dessins d'Éric Puech), Éditions Parigramme (2015)  (ISBN 978-2-84096-809-2)
- Promenades littéraires dans Paris, Éditions Parigramme (2017)  (ISBN 978-2-37395-010-6)
- Elles, ces Parisiennes (sous le pseudonyme de Claire Lemmonier), Éditions Parigramme (2018)
- Paris dans les pas de Patrick Modiano, Éditions Parigramme (2019)
- Le Paris de Barbara, Éditions Parigramme (2019)
- Paris Gainsbourg, Éditions Parigramme (2020)
- Le Paris de Picasso, Éditions Parigramme (2022)
- Le Grand Carnet d'adresses de la littérature à Paris, Éditions Séguier, 2023,  (ISBN 978-2-84049-920-6)
- Le Paris de Baudelaire, Éditions Parigramme (2024)
- Paris des écrivains, refuges et hauts lieux littéraires, Éditions Parigramme (2024)
- Petit chien sans ficelle (avec Thomas Schlesser), Éditions des Cendres (2024)